# Blandus
Blandus (lateinisch: „sanft“, „weich“) ist ein römisches Cognomen, möglicherweise semitischen Ursprungs. Es ist epigrafisch vor allem in der gens Rubellia nachgewiesen.

## Namensträger
- Rubellius Blandus, römischer Rhetoriklehrer der frühen Kaiserzeit, Stammvater der gens Rubellia.
- Gaius Rebellius Blandus, römischer Prätor
- Gaius Rebellius Blandus, römischer Suffektkonsul 18